# Grooveminister
Grooveminister, auch Groove Minister, war ein deutsches Rap-Duo (Martin Warnke † und Ralph Suda), das mit den Singles Verdient (1995, Platz 47) und Wieder ohne (1996, Platz 80) in den deutschen Singlecharts platziert war. Bis 1998 erschienen insgesamt drei Alben und diverse Singles. Suda und Warnke studierten in den 90ern in Lüneburg Kulturwissenschaften, machten nebenbei Musik. Die Torrianis hieß ihre Band. Entdeckt wurden sie von Peter Hoffmann, der das erste Album produzierte.

## Produzenten- und Komponistenduo
Der verstorbene Martin Warnke und Ralph Suda fungierten auch als Produzenten der Formation Freistil, komponierten und produzierten für den Entertainer Hape Kerkeling und Michelle.

## Diskografie

### Alben
- 1995: Im Hause der Frau Gallenberger (Ariola)[4]
- 1997: Raus mit der Sprache (Ariola)
- 1998: Das Maß aller Dinge (Ariola)

### Singles
- 1995: Verdient
- 1995: Verdient [Remixes]
- 1996: Wieder ohne
- 1997: Alles wird gut
- 1997: Mädchen trinken Kaffee, Jungen lieber Bier
- 1998: Das Maß aller Dinge / New Artwo